# بازی برای یادگاری
بازی کردن برای یادگاری یا مبارزه برای باقی ماندن (انگلیسی: Playing for Keeps) فیلمی در سبک کمدی رمانتیک به کارگردانی گابریل موچینو است که در سال ۲۰۱۲ منتشر شد.

## بازیگران
- جرارد باتلر
- جسیکا بیل
- کاترین زیتا جونز
- دنیس کواید
- اوما تورمن
- جودی گریر
- جیمز توپر
- اقبال طبا